# Harmodio Arias Madrid
Harmodio Arias Madrid (* 3. Juli 1886 in Penonomé; † 23. Dezember 1962) war der 16. Staatspräsident von Panama.
Arias wurde als Sohn des Antonio Arias und der Carmen Madrid in Penonomé geboren und hatte noch drei Geschwister. Sein Bruder Arnulfo Arias Madrid wurde später ebenfalls Präsident Panamas. Er studierte Rechtswissenschaften in Southport, England, und graduierte an der University of Cambridge. Als Jurist war er mehrere Jahre in der Kanzlei Fábrega und Arias tätig. Nach seinem Einstieg in die Politik wurde er sehr schnell Unterstaatssekretär für auswärtige Beziehungen, Mitglied der Kommission Codificadora und außerordentlicher Vertreter Panamas in Argentinien und den USA. In diesen Jahren unterrichtete er auch Römisches und Internationales Recht. Ebenso war er Mitglied der Academy of History in Buenos Aires und Caracas sowie der panamaischen Gesellschaft für internationales Recht. In den Jahren 1910 bis 1912 betätigt er sich hauptsächlich als Fachautor.
Am 5. Juni 1932 wurde er als Nachfolger von Ricardo Joaquín Alfaro Jované Staatspräsident von Panama und blieb die gesamte restliche Amtszeit bis zum 1. Oktober 1936 im Amt. Sein Nachfolger wurde Juan Demóstenes Arosemena Barreati.

## Veröffentlichungen
- Nacionality and Naturalism in Latin America, London, 1910
- The Doctrine of Continuous Voyages, 1910
- Contribution of Latin America to the Development of International Law, 1911
- The Panama Canal: a Study in International Law and Diplomacy, 1911
- The Non Responsability of States for Damages Suffered by Foreigners, New York, 1912
- Código Fiscal, Barcelona.
- Fue propietario y presidente de "El Panamá-América".

| Personendaten    | Personendaten                  |
| ---------------- | ------------------------------ |
| NAME             | Arias Madrid, Harmodio         |
| KURZBESCHREIBUNG | 16. Staatspräsident von Panama |
| GEBURTSDATUM     | 3. Juli 1886                   |
| GEBURTSORT       | Penonomé                       |
| STERBEDATUM      | 23. Dezember 1962              |